# Pikku Luosmajärvi
Pikku Luosmajärvi eller Pieni Luosmajärvi är en sjö i Finland. Den ligger i kommunen Enare i landskapet Lappland, i den norra delen av landet, 1 000 km norr om huvudstaden Helsingfors. Pieni Luosmajärvi ligger 154,1 meter över havet. Arean är 29,3 hektar och strandlinjen är 3,1 kilometer lång. Sjön  ingår i Pasvik älvs huvudavrinningsområde. 